# Sietas Typ 157
Der Typ 157 ist ein Container-Feederschiffstyp der Sietas-Werft in Hamburg-Neuenfelde, von dem im Jahr 1995 drei Einheiten fertiggestellt wurden.

## Geschichte

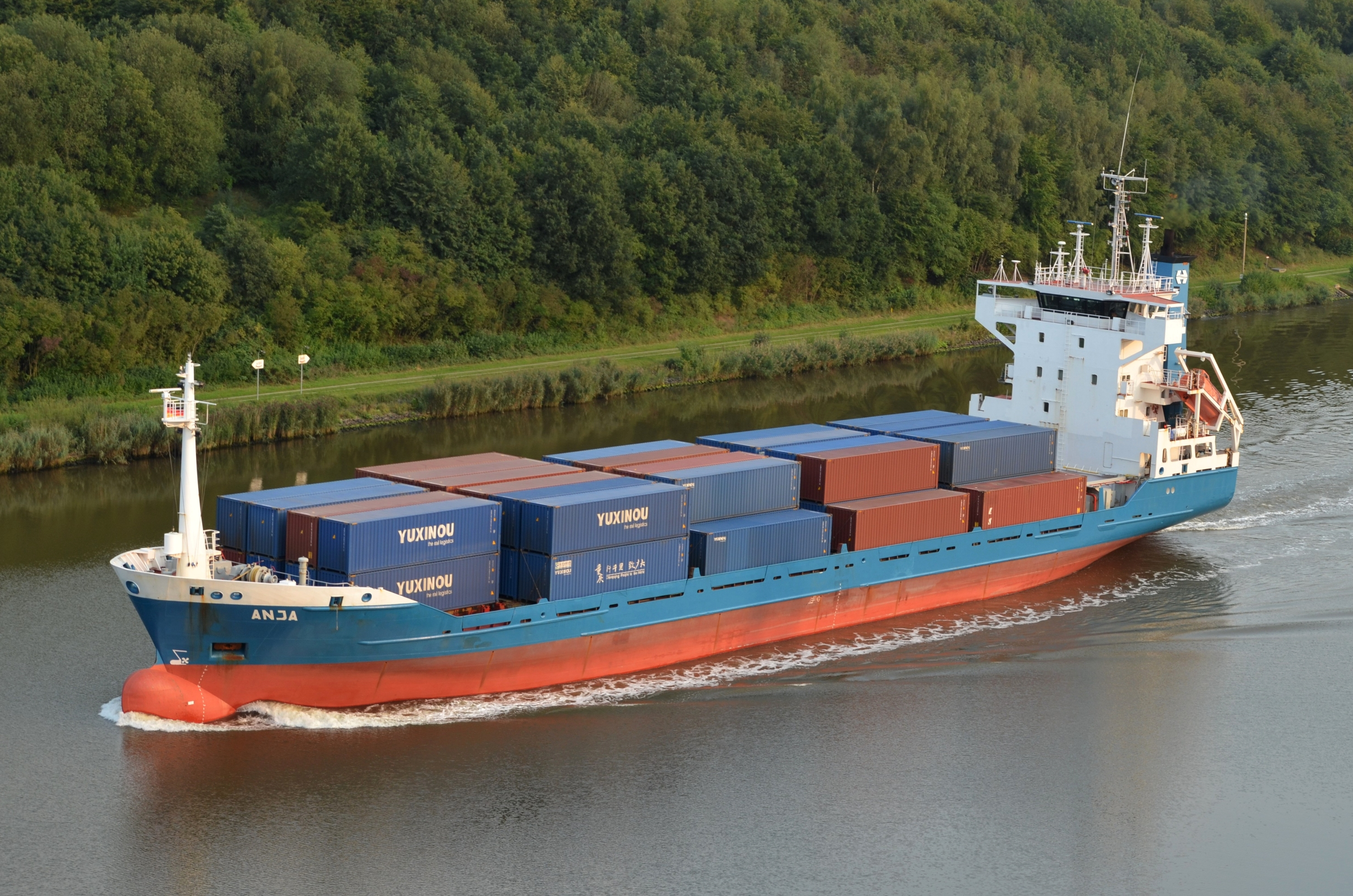
Die Anja (ehemals Helene)

Die ersten zwei Schiffe des Typs 157 wurden von der in Drochtersen ansässigen Korrespondentreederei Ruth Jens KG bestellt. Die Eigner der Schiffe waren die zur gleichen Unternehmensgruppe gehörenden Partenreedereien MS „Helene“ Jens & Waller KG beziehungsweise MS „Wilhelm“ Jens & Waller KG. Das dritte Schiff, die Patria, gaben die Gebrüder Koppelmann aus Wedel als Korrespondentreeder für eine von ihnen gegründete Partenreederei in Auftrag.
Die Kiellegung aller drei Schiffe fand im Juni 1994 statt. Die Containerreederei Team Lines charterte die drei Neubauten bereits vor ihrer Fertigstellung, um sie im Feederverkehr von Hamburg und Bremerhaven in die Ostsee einzusetzen. Der Stapellauf des Typschiffs Helene erfolgte am 2. Mai 1995. Es absolvierte am 31. Mai 1995 seine Probefahrt und wurde einen Tag später mit dem von Team Lines gewünschten Namen Nyland abgeliefert. Das zweite Schiff lief am 20. Mai 1995 als Wilhelm vom Stapel, machte am 22. Juni seine Probefahrt und wurde am 24. Juni 1995 als Värmland abgeliefert. Das letzte Schiff schwamm am 6. Juni 1995 auf und führte am 6. Juli seine Probefahrt durch. Die Ablieferung erfolgte am 8. Juli mit dem Namen Patria. Team Lines benannte das Schiff am 19. Juli 1995 in Alteland um.
Anfang 2005 wurde die Värmland an die niederländische Reederei Holwerda Shipmanagement verkauft, wodurch sie im April 2005 den Namen Vanquish bekam. Dieselbe Reederei erwarb im Jahr 2009 auch die Nyland und benannte sie anschließend in Anja um. Das dritte Schiff Alteland fuhr nach Ende der Team-Lines-Vercharterung ab August 2007 für Reederei Koppelmann unter seinem ursprünglichen Namen Patria. Im Frühjahr 2008 wurde die Patria an die Hyde Shipping Corporation in Medley (USA) verkauft und nach Florida überführt. Sie erhielt im Mai 2008 den Namen Caribe Navigator.

## Technik
Die in Sektionsbauweise gefertigten Schiffe sind 99,95 Meter lang und 16,50 Meter breit. Sie haben verstärkte Rümpfe und sind für Eisdicken von bis zu 80 Zentimeter ausgelegt (Eisklasse E3). Ihre Tragfähigkeit beträgt 4.622 dwt. Der Typ 157 besitzt zwei kastenförmige Laderäume  mit hydraulischen Faltlukendeckeln. Er kann bis zu 326 20-Fuß-Standardcontainer (TEU) oder alternativ bis zu 64 45-Fuß-Container stauen. Bei einem Durchschnittsgewicht von 14 t je Container dürfen aus Stabilitätsgründen maximal 220 TEU geladen werden. An Bord befinden sich Anschlüsse für 40 Kühlcontainer. Die Tankdecke ist verstärkt und für eine Belastung von 8,0 t/m² ausgelegt. Die Lukendeckel sind mit 1,75 t/m² belastbar.
Alle drei Einheiten werden von einem 3.520 kW leistenden Schiffsdieselmotor des Typs MaK 8M32 angetrieben, der über ein Untersetzungsgetriebe auf einen Verstellpropeller wirkt. Für An- und Ablegemanöver besitzen sie ein elektrisch angetriebenes Bugstrahlruder mit 320 kW Leistung. An Bord befinden sich zwei Dieselgeneratoren und ein Wellengenerator zur Stromerzeugung. Zusätzlich wurde ein Notgenerator verbaut.

## Die Schiffe
| Sietas Typ 157 | Sietas Typ 157 | Sietas Typ 157 | Sietas Typ 157                    | Sietas Typ 157                | Sietas Typ 157                                                              |
| Bauname        | Bau- nummer    | IMO- Nummer    | Kiellegung Stapellauf Ablieferung | Auftraggeber                  | Umbenennungen und Verbleib                                                  |
| -------------- | -------------- | -------------- | --------------------------------- | ----------------------------- | --------------------------------------------------------------------------- |
| Helene         | 1113           | 9116187        | 24.06.1994 02.05.1995 01.06.1995  | KR Ruth Jens KG, Drochtersen  | abgeliefert als Nyland → 8/2009 Anja → 3/2024 Hohewind, so 2025 in Fahrt    |
| Wilhelm        | 1114           | 9116199        | 24.06.1994 20.05.1995 24.06.1995  | KR Ruth Jens KG, Drochtersen  | abgeliefert als Värmland → 4/2005 Vanquish, so 2025 in Fahrt                |
| Patria         | 1115           | 9116204        | 20.06.1994 06.06.1995 08.07.1995  | KR Gebrüder Koppelmann, Wedel | 7/1995 Alteland → 8/2007 Patria → 5/2008 Caribe Navigator, so 2025 in Fahrt |